# Infecção por adenovírus
O local mais comum de infecção por adenovírus são as vias respiratórias superiores. Pelo menos, 51 serotipos diferentes causam infecção no ser humano.

## Etiologia
Os adenovírus são vírus compostos por ADN. Existem 100 serotipos, sendo 49 patogénicos para o Homem. Os tipos 40 e 41, e, em menor grau, o tipo 31 estão associados a gastroenterite.

## Epidemiologia
A infecção pode ocorrer em crianças de qualquer idade ou adultos. Os adenovírus que causam infecção respiratória são, em geral, transmitidos através de secreções das vias respiratórias pelo contacto interpessoal, com objectos - são estáveis no meio ambiente - e aerossóis. A conjuntiva pode também ser um local de contágio.
A água das piscinas ou objectos contaminados (como, por exemplo, toalhas) já foram associados com surtos de febre faringoconjuntival causada por adenovírus. A queratoconjuntivite epidémica este muitas vezes associada à transmissão nosocomial em consultórios de oftalmologistas.
Os tipos entéricos dos adenovírus transmitem-se pela via fecal-oral.
Pode também ocorrer a transmissão hospitalar de infecções adenovirais, quer respiratórias, quer gastrointestinais. A exposição nosocomial resulta frequentemente da exposição às mãos contaminadas de profissionais de saúde, bem como de equipamento contaminado, incluindo soluções oftalmológicas.
A incidência da doença nas vias respiratórias é ligeiramente superior no fim do Inverno, Primavera e início do Verão. A doença entérica ocorre durante quase todo o ano e afecta principalmente crianças menores que 4 anos.
As infecções adenovirais são mais contagiosas nos primeiros dias da doença aguda, mas é frequente a excreção persistente e intermitente do vírus por períodos mais longos, que podem chegar a meses. As infecções assintomáticas são comuns. Podem ocorrer reinfecções.
O período de incubação da infecção das vias respiratórias varia entre 2 e 14 dias; o da gastroenterite, entre 3 e 10 dias.

## Clínica
O local mais frequente da infecção por adenovírus são as vias respiratórias superiores. O quadro clínico inclui sintomas de uma constipação comum, faringite, febre faringoconjuntival, amigdalite, otite média e queratoconjuntivite, frequentemente associadas a febre. Pode ocorrer uma infecção disseminada, com risco para a vida do doente, em lactentes pequenos e imunocomprometidos.
Raramente, os adenovírus podem causar conjuntivite hemorrágica aguda, síndrome semelhante à tosse convulsa, bronquiolite, cistite hemorrágica e doença genito-urinária.
Alguns serotipos virais podem causar gastroenterite.

## Exames complementares de diagnóstico
O método de diagnóstico preferível é a detecção da infecção adenoviral por cultura ou antigénio.
Os adenovírus associados à patologia respiratória podem ser isolados a partir das secreções faríngeas, oculares e fezes, por inoculação das colheitas em diversas culturas celulares. Enquanto que a detecção faríngea é sugestivo de infecção recente, a detecção fecal tanto pode indicar infecção recente como se tratar de um portador crónico.
Os antigénios adenovirais são detectáveis por técnicas de imunoensaio nos líquidos corporais infectados, o que se revela particularmente útil no diagnósitico da doença diarreica, pois os adenovírus dos tipos 40 e 41 não são geralmente detectados em culturas celulares comuns. Os adenovírus entéricos também podem ser detectados por microscopia electrónica de amostras fecais.
Foram criados vários métodos para detectar os antigénios das hexonas em secreções corporais e tecidos. Por outro lado, é possível identificar o ADN vírico com sondas genómicas, sondas de oligonucleotídeos sintéticas ou pela amplificação genética por PCR (reacção em cadeia da polimerase).
O serodiagnóstico baseia-se na detecção de uma quadriplicação ou elevação superior dos anticorpos contra um antigénio comum dos adenovírus (como a hexona), sendo uma técnica utilizada em estudos epidemiológicos.

## Tratamento
O único tratamento realizado é o sintomático.
Existe uma vacina viva atenuada (oral) para os serotipos 4 e 7.

## Isolamento do doente hospitalizado
Para infecções das vias respiratórias, além das precauções básicas, estão indicadas precauções de contacto e para gotículas.
Aos doentes com conjuntivite e para crianças incontinentes ou que usam fraldas com gastroenterite por adenovírus, recomendam-se precauções de contacto, além das básicas.

## Medidas de controle
As crianças que recebem cuidados infantis em grupo, especialmente com idades entre os 6 meses e os 2 anos de idade, têm risco aumentado de infecções das vias respiratórias e gastroenterite por adenovírus. É recomendada a lavagem frequente das mãos.
O teor adequado de cloro nas piscinas é recomendado, de modo a prevenir a febre faringoconjuntival.
A queratoconjuntivite epidémica associada a consultórios oftalmológicos pode ser de difícil controlo e requer a adopção de embalagens para medicamentos de dose única, bem como a lavagem das mãos e procedimentos de esterilização de instrumentos. A desinfecção é eficaz com a imersão do equipamento contaminado em solução de hipoclorito de sódio a 1% durante 10 minutos ou por autoclave a vapor.
Os profissionais de saúde com conjuntivite adenoviral ou suspeita, devem evitar contacto directo com os utentes durante 14 dias após o início da doença no segundo olho. Dado os adenovírus serem difíceis de eliminar da pele, objectos e superfícies do ambiente, é recomendada a lavagem frequente das mãos e o uso de luvas descartáveis ao se cuidar de doentes infectados.
A produção de vacinas antiadenovirais para o uso das forças militares norte-americanas foi suspensa.
Recomenda-se que as crianças não frequentem as aulas ou adultos permaneçam em casa em repouso para evitar a transmissão.